# 분당차량사업소
분당차량사업소(盆唐車輛事業所)는 경기도 용인시 기흥구 보정동에 있는 한국철도공사의 수인·분당선 차량기지로 업무는 수인·분당선에서 운행 중인 351000호대 전동차 경정비를 담당한다. 이름과 달리 성남시 분당구가 아니라 용인시 기흥구에 있다. 국토교통부의 철도거리표에는 분당기지역(盆唐基地驛)으로 되어 있다.
2004년 11월 26일 기지 내 임시승강장으로 보정역을 설치하였고, 2011년 12월 28일부터 기지 내 임시승강장은 폐지되어 지하로 이전되었다. 한편 2011년 10월 28일 신분당선 개통 이후 광교차량사업소 완공 이전까지 신분당선의 전동차도 임시로 이곳에서 경·중정비 및 검수 관리와 주박을 담당하였으나, 2016년 1월 30일 신분당선 정자 ~ 광교 구간이 연장 개통되면서 광교차량사업소로 이관되었다. 분당차량사업소 선로 및 죽전역 (신세계백화점 경기점)은 경부고속도로와 나란히 있다.
2019년 조직개편으로 인하여 중정비 사업이 종료되면서 371000호대는 시흥/문산차량사업소로, 351000호대는 2020년 9월 12일부터 수인·분당선 직결 운행을 염두에 두고, 시흥차량사업소로 분산하여 시행하였다.

## 배선도
죽전역과 분당차량기지의 배선도는 다음과 같다.

## 업무
- 한국철도공사 351000호대 전동차 경정비 및 검수 관리
- 신분당선 · 경기철도 D000호대 전동차 일부 경·정비 및 검수 관리

## 같이 보기
- 보정역